# Грагеров, Исаак Петрович
Исаак Петрович Грагеров (род. 14 октября 1917, Ростов-на-Дону) — украинский советский физикохимик, доктор химических наук (1970), профессор.

## Биография
Родился 2 октября (по старому стилю) 1917 года в Ростове-на-Дону. По отцовской линии семья происходила из Одессы, где его дед — купец второй гильдии Абрам Анисимович Грагеров (1850—1918) — был диспашором Одесского порта, присяжным корабельным маклером Биржевого комитета, главой синагогальной общины молитвенного дома при Одесском 2-м начальном еврейском училище и председателем Совета духовного правления синагог и молитвенных домов Одессы. Его жена, Фейга Ароновна Грагерова, владела домом С. Потоцкого на Малой Арнаутской улице. Отец, Пётр Абрамович Грагеров (1891—1954), был химиком и техническим руководителем (техноруком) одесского кожевенного завода, научным руководителем Одесского научно-исследовательского института кожевенно-обувной промышленности (после войны переведённого в Киев); мать — Рахиль (Рухл) Мордуховна Гурвич (впоследствии Раиса Борисовна Грагерова; 1893—1985), была врачом и учёным-медиком (иммунологом), доцентом медицинского факультета Киевского университета, автором монографии «Иммунитет при злокачественном росте» (1969). Родители познакомились во время учёбы во Франции.
В детские годы жил в Одессе и Бердичеве, в школе был одноклассником С. Г. Крейна. Окончил химический факультет Киевского университета. В 1941 году был призван в действующую армию и демобилизован после тяжёлого ранения, оставшись хромым из-за частичного паралича левой части тела. Мать работала хирургом в передвижном военно-полевом госпитале и закончила войну в звании майора медицинской службы.
С 1942 года — в аспирантуре в Московском государственном университете, кандидатскую диссертацию защитил в 1946 году. С 1946 года — в Институте физической химии имени Л. В. Писаржевского АН УССР, где заведовал Отделом механизма гомолитических реакций.
Под его редакцией вышло двухтомное издание избранных трудов А. И. Бродского (2-е изд. — Киев: Наукова думка, 1974).

## Семья
- Жена (с 1947 года) — Евгения Ефимовна (Чарна Хаимовна) Крисс (1920, Киев — ?), кандидат химических наук (1956)[11], автор монографий[12] и научных трудов по химическим аспектам магнитной записи.
  - Дочь — Ирина Исааковна Малетина (род. 1948), химик.
  - Сын — Александр Исаакович Грагеров (род. 1953), молекулярный биолог[13], кандидат биологических наук[14][15][16].
- Двоюродный брат — Сергей Генрихович Энтелис (1920—2003), физикохимик, доктор химических наук.

## Монографии
- Изотопы изучают химические реакции. Киев: Издательство Академии наук УССР, 1963.
- Александр Ильич Бродский. Киев: Наукова думка, 1965.
- Водородная связь и быстрый протонный обмен. Киев: Наукова думка, 1978.
- Химическая поляризация ядер в исследовании механизма реакций органических соединений. Киев: Наукова думка, 1985.
- Краун-соединения в органическом синтезе. Киев: Наукова думка, 1994 и 1999.